# Heinrich Balemann (Ratsherr, 1643)

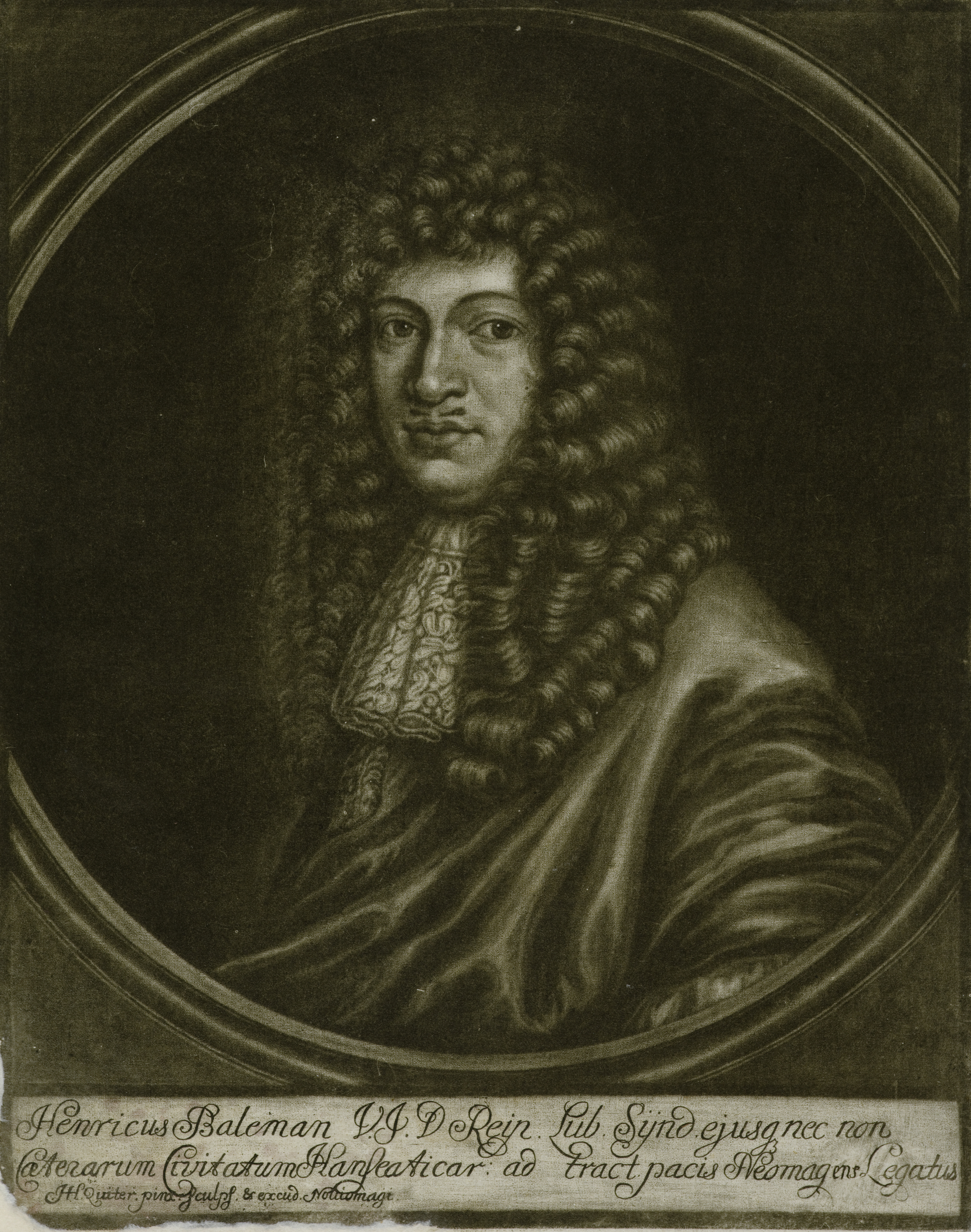
Heinrich Balemann, Kupferstich von Hermann Hendrik de Quiter (1679)

Heinrich Balemann (* 8. Februar 1643 in Lübeck; † 20. Juli 1693 ebenda) war ein deutscher Jurist und Lübecker Ratsherr.

## Leben
Heinrich Balemann war der Sohn des gleichnamigen Lübecker Protonotars Hinrich Balemann und Enkel des ebenfalls gleichnamigen Lübecker Ratsherrn Heinrich Balemann (Ratsherr, 1580). Er studierte Rechtswissenschaften an den Universitäten Halle und Wittenberg. An der Universität Kiel wurde er 1673 zum Dr. beider Rechte promoviert. Balemann unternahm sodann Reisen in die Niederlande, nach England und Frankreich sowie nach Skandinavien. Er wurde 1675 Syndicus der Hansestadt Lübeck und  1680 deren Ratsherr.
Balemann vertrat die Stadt in mehreren auswärtigen Gesandtschaften, so auch 1678 beim Frieden von Nimwegen. Aus der Zeit in Nimwegen hat sich ein Kupferstichporträt erhalten. Er hat 1692 das Familiengut Brandenbaum erworben.
Sein Sohn Heinrich Balemann wurde Lübecker Bürgermeister. Sein Bruder Friedrich Balemann wurde Minister und Landrichter in Ostfriesland.
In der Lübecker Marienkirche befand sich bis zum Brand 1942 ein von Franz Oesterreich gemaltes großes Tafelbild der Bußpredigt des Propheten Nathan vor David, das das Wappen Heinrich Balemanns, der auch Kirchenvorsteher der Marienkirche war, trug.